# Librația lunară

Animația arată o serie de vederi simulate ale Lunii într-o perioadă de o lună. Ea permite să fie pus în evidență fenomenul de librație lunară.

Librația lunară este mișcarea de librație a Lunii. Luna își prezintă mereu aceeași emisferă spre Pământ (rotația sa fiind sincronă, adică perioada sa de revoluție fiind egală cu perioada sa de rotație), librația permite îndeosebi unui observator aflat pe suprafața Pământului să vadă mai mult de 50% din suprafața Lunii.

## Descriere
Rotația Lunii în jurul axei sale este sincronă cu revoluția sa în jurul Pământului: ea se rotește în jurul axei sale și efectuează o revoluție completă în 27,322 de zile.
Dacă orbita Lunii ar fi perfect circulară și dacă axa sa de rotație ar fi riguros perpendiculară pe planul orbitei, o persoană situată pe Terra ar observa mereu aceleași 50% din suprafața lunară, dacă și-ar efectua observațiile la aceeași oră. Dar fenomenele librației Lunii îi permit să observe părți ușor diferite ale suprafeței acesteia la momente diferite. Observații amănunțite arată că un total de 59% din suprafața Lunii poate fi observat de pe Pământ. De fapt, avem 41 % care rămân vizibile în permanență, 18% care sunt succesiv dezvăluite prin librație, în cursul lunațiilor, și, în sfârșit, 41% care nu sunt niciodată vizibile de pe Pământ  (și la un moment dat, dintr-un loc dat, nu se poate vedea decât 49,8% din suprafața lunară).
Aceste fenomene pot lua patru forme diferite: librația în longitudine, librația în latitudine, librațiile paralactice și librațiile fizice.

## Librații în longitudine

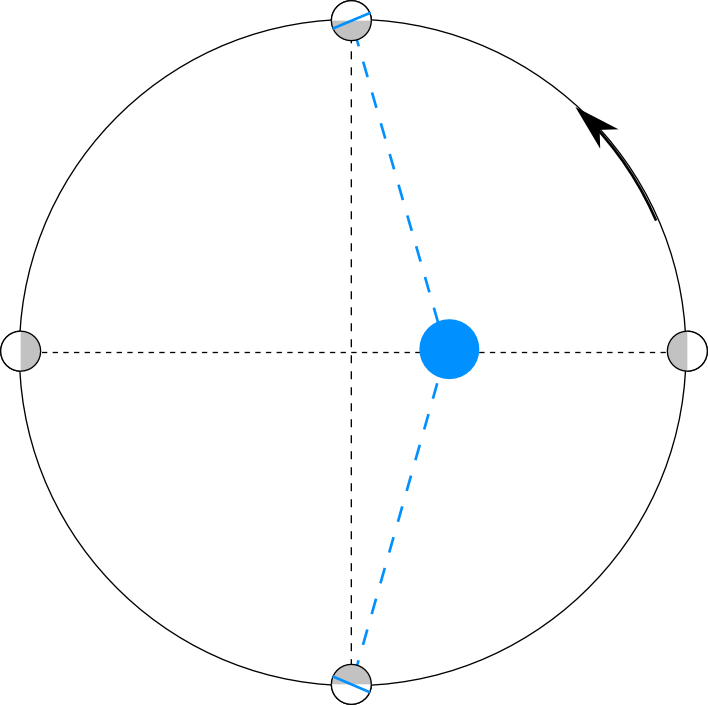
Ilustrare a librației în longitudine.

Dacă Luna s-ar roti în jurul Pământului într-un cerc perfect (elipsă de excentricitate nulă), viteza sa de translație ar fi uniformă (A doua lege a lui Kepler) și deci întotdeauna strict opusă, în termeni de viteză unghiulară observată de pe Terra, viteza sa de rotație. N-ar exista librație în longitudine.
Totuși, perturbațiile gravitaționale datorate altor corpuri din Sistemul Solar, precum și eterogenității repartiției masei în sânul corpurilor terestru și lunar antrenează neregularități în mișcarea de revoluție geocentrică lunară, care se traduce printr-o orbită a cărei excentricitate variază în jurul unei valori medii de 0,0549. 
Luna își parcurge, prin urmare, orbita cu o viteză variabilă (A doua lege a lui Kepler). Astfel, când se îndepărtează de perigeu (sfertul de cerc cu săgeată neagră pe ilustrație), ei îi trebuie un timp mai scurt pentru a parcurge un sfert din orbită decât să se rotească cu 90° în jurul axei sale: Luna lasă să i se vadă atunci o bandă subțire suplimentară pe marginea sa de Est (văzută de pe Pământ).
Din contra, când se îndepărtează de apogeu (în partea opusă a săgeții negre de pe ilustrație), viteza sa de translație, minimală, devine inferioară vitezei sale de rotație, iar Luna lasă să se vadă mai mult din marginea sa de Vest (văzută de pe Pământ). Din imaginea animată, Luna pare că vrea să spună „nu”, dând din cap.
Valoarea librației în longitudine se situează în jur de 7° 54′ (deci un total de două fuse cu un pic mai puțin de 8° în cursul fiecărei lunații).
NB: Pe ilustrație, jumătatea cenușie a Lunii nu este bine plasată. Într-adevăr, jumătatea stângă a orbitei este parcursă mai încet, prin urmare în mai mult timp, deci jumătatea cenușie se rotește în jurul axei mai mult decât o jumătate de rotație. Și invers, în jumătatea dreaptă a orbitei: mai puțin de o jumătate de rotație. Terxtul este mai exact decât ilustrația.

## Librații în latitudine

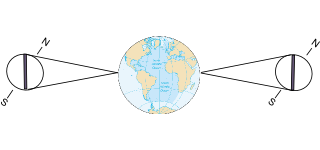
Ilustrare a librației în latitudine.

Librația în latitudine este datorată faptului că axa de rotație a Lunii nu este perpendiculară pe planul orbitei sale: Luna păstrează acest unghi de 6,7° de-a lungul întregii sale curse pe orbită. Observatorul pământean poate, prin urmare, să observe, în mod succesiv, în cursul mai multor lunații, zonele polare de Nord și de Sud ale globului lunar. În acest fel, ne imaginăm că Luna pare să vrea să spună „da”, dând din cap.

## Librații paralactice (paralaxă diurnă)

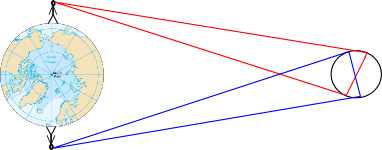
Ilustrare a librației paralactice.

Este vorba despre un fenomen pur optic, datorat pozițiilor respective ale Lunii și observatorului de pe suprafața solului terestru.

La începutul nopții, când Luna răsare pentru un observator situat la Ecuator, acesta este poziționat cel mai prielnic pentru a observa marginea orientală a Lunii. Din contra, la sfârșitul nopții, el poate observa mai prielnic marginea occidentală a Lunii. 

Această paralaxă, cu valoarea de circa 1°, este foarte dificil de exploatat, în practică: într-adevăr, când efectul lor geometric este maxim (răsăritul și apusul Lunii) observarea este devine mai dificilă, din cauza luminii zorilor și amurgului, și a grosimii mai importante a atmosferei terestre prin care se face observarea. 

## Librații fizice
Este vorba, de data aceasta, de adevărate vibrații fizice ale sferei lunare în jurul poziției sale medii. Aceste infime vibrații (nu mai mult de câteva minute de arc) sunt cauzate de către atracția variabilă exercitată de către Pământ asupra Lunii, și nu sunt perceptibile cu ochiul liber. Studiul acestor oscilații este de cea mai mare importanță pentru determinarea formei și structurii interne a Lunii.
Mulțimea acestor fenomene de librație în cursul lunațiilor succesive permite observarea a circa 59% din suprafața lunară de pe suprafața terestră. Zonele suplimentare astfel oferite sunt foarte deformate prin efectul de perspectivă, și fac dificilă observarea acestor regiuni de pe Pământ Doar sondele spațiale, printr-un survol regulat, permit studiul topologic precis.